# Talloires-Montmin
Talloires-Montmin est une commune nouvelle située dans le département de la Haute-Savoie, en région Auvergne-Rhône-Alpes.
Elle est issue de la fusion des communes de Montmin et de Talloires, devenues communes déléguées, du 1er janvier 2016.

## Géographie

### Localisation
Talloires-Montmin est une commune nouvelle située au sud-est du lac d'Annecy, dont elle est riveraine. La petite anse, où s'est développé le village de Talloires, fait partie du bassin du lac d'Annecy.
Les différents villages et hameaux se sont installés sur le petit plateau compris entre le Roc de Chère et les pentes boisées des chaînons de Roche-Murraz et de la Forclaz (Echarvines, Perroix, Les Granges, Ponnay, Rovagny), ainsi que dans le synclinal du Lindion (La Côte, Montmin, La Perrière, Plan Montmin) en dessous du sommet de La Tournette, appartenant au massif des Bornes.

## Urbanisme

### Typologie
Au 1er janvier 2024, Talloires-Montmin est catégorisée commune rurale à habitat dispersé, selon la nouvelle grille communale de densité à sept niveaux définie par l'Insee en 2022.
Elle appartient à l'unité urbaine de Veyrier-du-Lac, une agglomération intra-départementale regroupant trois  communes, dont elle est ville-centre,,. Par ailleurs la commune fait partie de l'aire d'attraction d'Annecy, dont elle est une commune de la couronne,. Cette aire, qui regroupe 79 communes, est catégorisée dans les aires de 200 000 à moins de 700 000 habitants,.
La commune, bordée par un plan d’eau intérieur d’une superficie supérieure à 1 000 hectares, le lac d'Annecy, est également une commune littorale au sens de la loi du 3 janvier 1986, dite loi littoral. Des dispositions spécifiques d’urbanisme s’y appliquent dès lors afin de préserver les espaces naturels, les sites, les paysages et l’équilibre écologique du littoral, tel le principe d'inconstructibilité, en dehors des espaces urbanisés, sur la bande littorale des 100 mètres, ou plus si le plan local d’urbanisme le prévoit.

## Histoire
Créée par un arrêté préfectoral du 23 novembre 2015, elle est issue du regroupement des deux communes de Montmin et de Talloires qui deviennent des communes déléguées. Son chef-lieu est fixé à Talloires.
Pour plus d'informations sur l'Histoire voir les sections "Histoire" sur les articles Talloires et Montmin.

## Politique et administration

### Situation administrative
La commune appartient au canton de Faverges dans l'arrondissement d'Annecy, qui depuis le redécoupage cantonal de 2014, est composé de 27 communes . La commune de Faverges-Seythenex en est le bureau centralisateur,.
Le conseil municipal, à une très forte majorité, fait le choix de rejoindre la communauté de communes des Sources du Lac d'Annecy. La commission départementale de coopération intercommunale, suivant l'avis du préfet, refuse cette option et opte pour un rattachement au Grand Annecy. Un recours administratif est engagé et une question prioritaire de constitutionnalité est posée. Le rattachement est annulé le 21 octobre 2016,. Le rattachement au Grand Annecy est toutefois acté au 1er janvier 2017.
La commune de Talloires-Montmin a créé le SIVOM de la Tournette avec les communes de Menthon-Saint-Bernard et de Veyrier-du-Lac pour la gestion des compétences qui ne sont pas du ressort du Grand Annecy : petite enfance, terrains de football et balayage mécanique de la voirie.

### Administration municipale
| Nom               | Code Insee | Intercommunalité   | Superficie (km2) | Population (dernière pop. légale) | Densité (hab./km2) |
| ----------------- | ---------- | ------------------ | ---------------- | --------------------------------- | ------------------ |
| Talloires (siège) | 74275      | CC de la Tournette | 20,69            | 1 733 (2013)                      | 84                 |
| Montmin           | 74187      |                    | 16,29            | 318 (2013)                        | 20                 |

### Liste des maires
| Période        | Période     | Identité     | Étiquette | Qualité                                  |
| -------------- | ----------- | ------------ | --------- | ---------------------------------------- |
| 5 janvier 2016 | 25 mai 2020 | Jean Favrot  | LR        | Médecin Maire de Talloires (1989 → 2020) |
| 25 mai 2020    | En cours    | Didier Sarda |           | Entrepreneur                             |

## Population et société

### Démographie
L'évolution du nombre d'habitants est connue à travers les recensements de la population effectués dans la commune depuis sa création.

En 2022, la commune comptait 1 913 habitants, en évolution de −4,97 % par rapport à 2016 (Haute-Savoie : +6,01 %, France hors Mayotte : +2,11 %).
| 2014  | 2015  | 2020  | 2022  |
| ----- | ----- | ----- | ----- |
| 2 041 | 2 023 | 1 924 | 1 913 |

### Enseignement
Talloires-Montmin est située dans l'académie de Grenoble. A Talloires on trouve une école maternelle et une école élémentaire regroupant 149 élèves en 2023-2024.
L'ensemble des établissements sont rattachés, en 2023, au collège public de secteur des Barattes, à Annecy-le-Vieux. Certains élèves peuvent se rendre dans les établissements privés du bassin annécien ou de Thônes.
Les futurs lycéens poursuivent leurs études selon leurs options, dans l'un des lycées d'Annecy. Le lycée de secteur est le Lycée Berthollet.

### Médias
La commune édite un bulletin municipal, Les Nouvelles de Talloires-Montmin. Il est également possible de le consulter sur le site de la ville.

#### Radios et télévisions
La commune est couverte par des antennes locales de radios dont France Bleu Pays de Savoie, ODS radio, Radio Semnoz… Enfin, la chaîne de télévision locale TV8 Mont-Blanc diffuse des émissions sur les pays de Savoie. Régulièrement l'émission La Place du village expose la vie locale. France 3 et sa station régionale France 3 Rhône-Alpes, peuvent parfois relater les faits de vie de la commune.

#### Presse et magazines
La presse écrite locale est représentée par des titres comme Le Dauphiné libéré, L'Essor savoyard, Le Messager - édition Genevois, le Courrier savoyard.

### Sports et loisirs
- Le site de parapente à Montmin au-dessus du village jouit d'une réputation internationale et Talloires dispose d'une aire d'atterrissage Perroix sur le site de Planfait. En 2004 et 2009, il a accueilli une des étapes de la Coupe du Monde de Parapente.
- Golf : le golf de Talloires de 18 trous, ou Golf du Lac d'Annecy. Créé en 1951 sur le site du Roc de Chère, zone verte classée réserve naturelle, ce terrain se situe au pied des montagnes des Dents de Lanfon et de la Tournette, et offre une vue sur le lac d'Annecy.
- équitation, tennis, parcours acrobatique en hauteur, plongée, nautisme, aviron, voile, ski nautique, canyoning, parapente, VTT, escalade, mini-golf, tir à l'arc, pétanque, boule lyonnaise, promenades en montagne.
- Autres : tournoi de Bridge, les croisières sur le lac en bateau.
- Le lac et ses 3 plages, surveillées en juillet et en août.
- En 2009, le Tour de France est passé par Talloires pour l'étape du contre la montre individuel autour du lac d'Annecy, remportée par le futur vainqueur Alberto Contador.
- Escalade : falaise d'Angon (falaise école, 13  voies de 3c à 5b, 25 m max.), en calcaire urgonien[17], à proximité de la chute de 60 m de la cascade d'Angon.

#### Évènements sportifs
La Glagla Race est organisée en janvier (8ème édition en janvier 2022 avec 600 participants).
Elle est l'une des compétitions de paddle les plus connues au monde avec 3 distances 3000 mètres, 6500 mètres et 15 kilomètres.

### Cultes
Jusqu'à la fusion la commune de Talloires appartenait à la paroisse Saint-Germain du lac qui regroupe l'ensemble les communes de la rive droite du lac d'Annecy et Montmin à celle de Saint-Joseph en pays de Faverges qui regroupe l'ensemble des communes du pays de Faverges. La première appartenait à la doyenné d'Annecy et la seconde à la doyenné de la Tournette, toutes deux appartenant au diocèse d'Annecy.
Les habitants disposent de trois lieux de cultes catholiques : l'ermitage ou chapelle Saint-Germain, église de Talloires et église de Montmin.

## Économie
En 2017, la commune est labellisée « Station verte ».
La commune accueille le siège social de l'entreprise La Folie douce.

## Culture locale et patrimoine

### Lieux et monuments

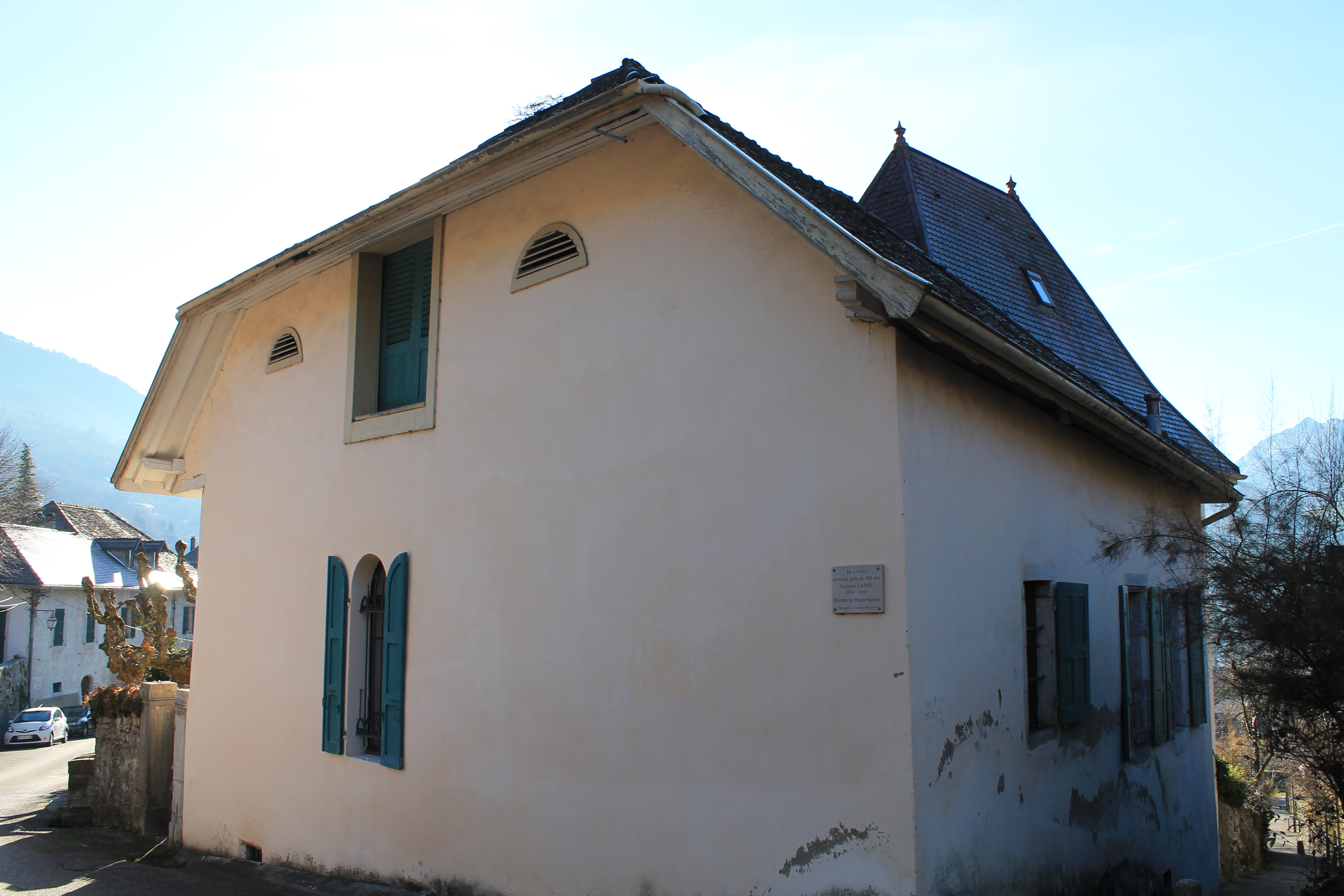
Maison de l'artiste-peintre Suzanne Lansé.
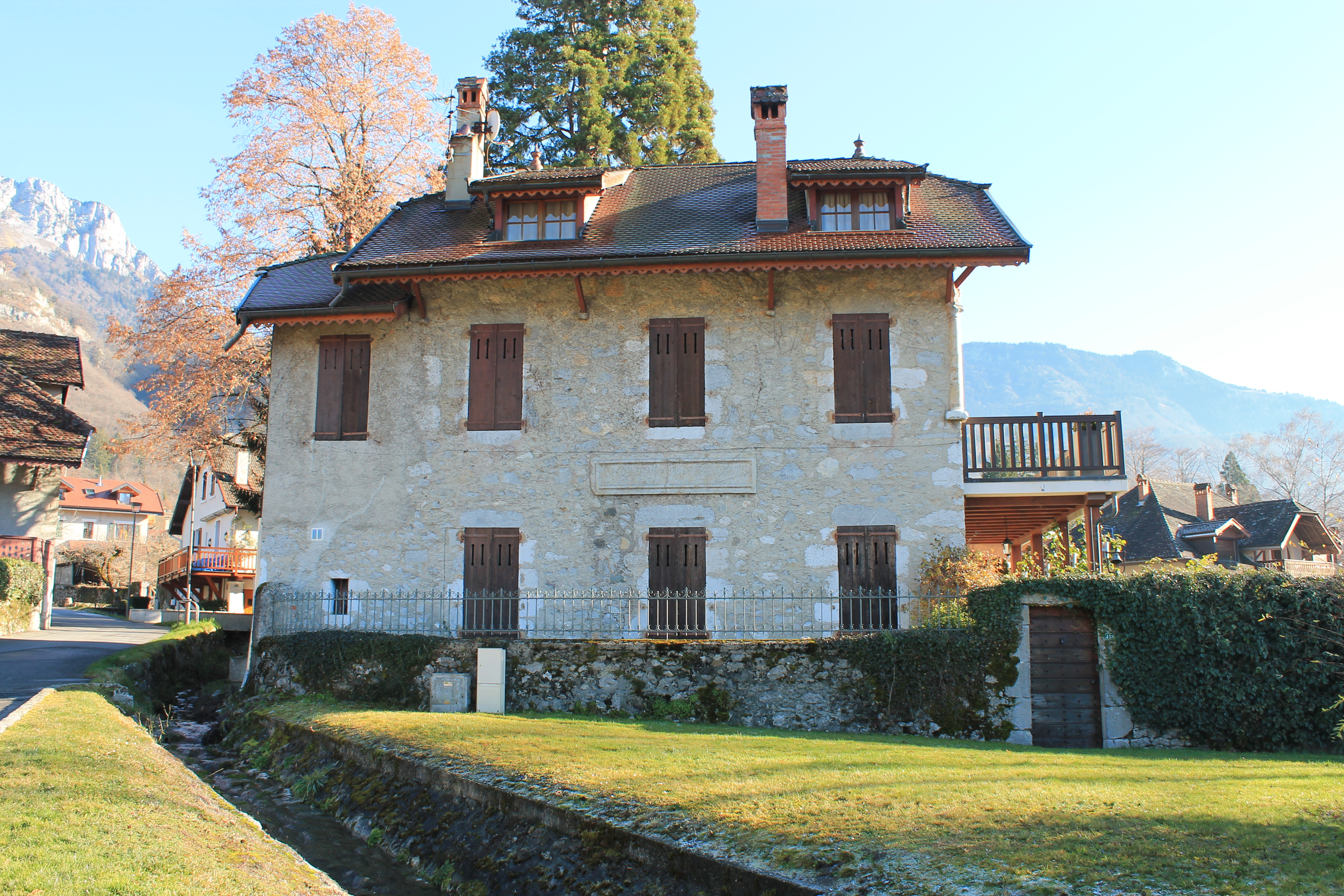
Villa Santa-Maria et l'inscription GLORIOSES VIRGINIMRIES et BATOMVRITIO (1528).
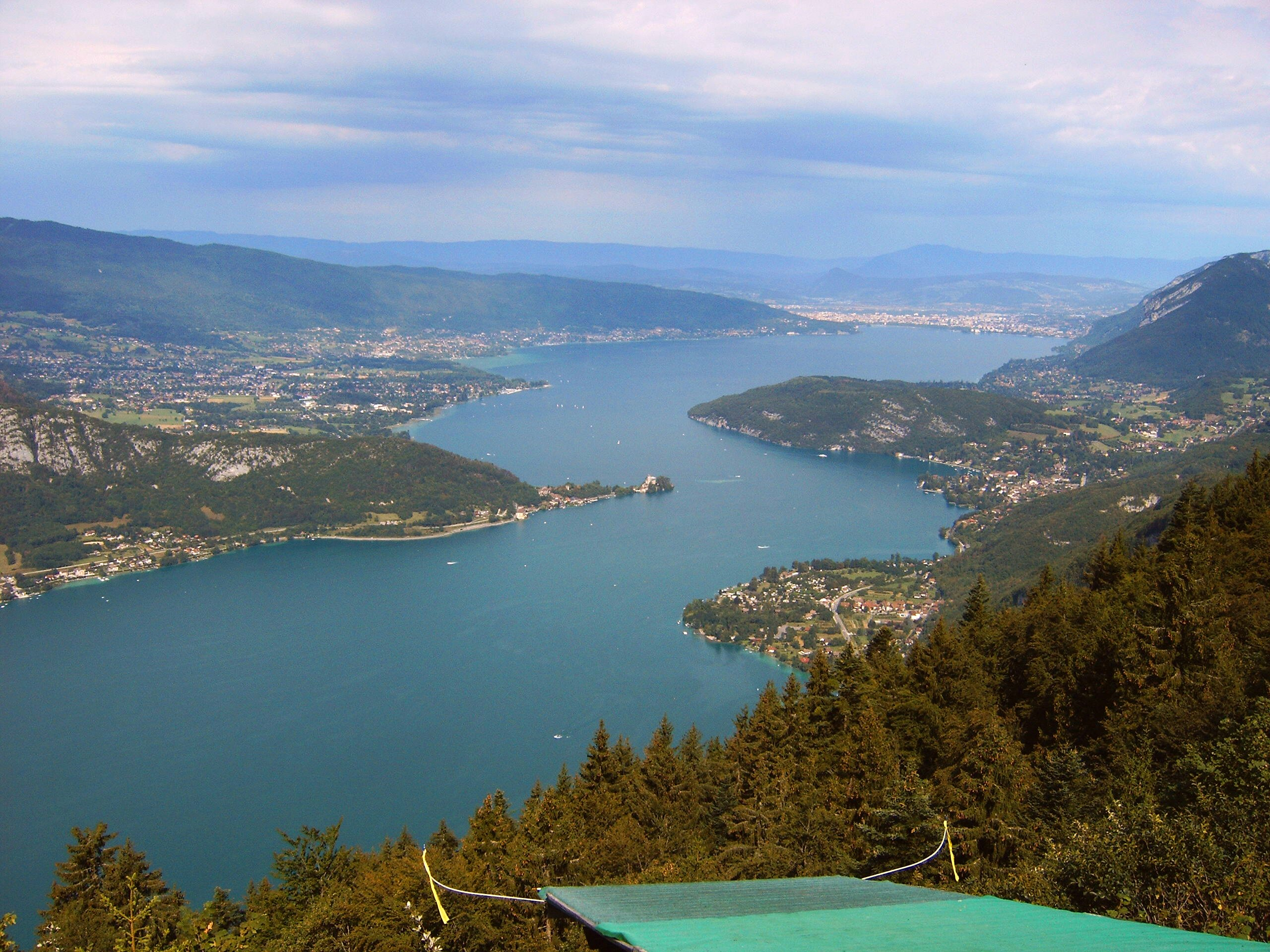
Panorama sur le lac d'Annecy depuis le col de la Forclaz
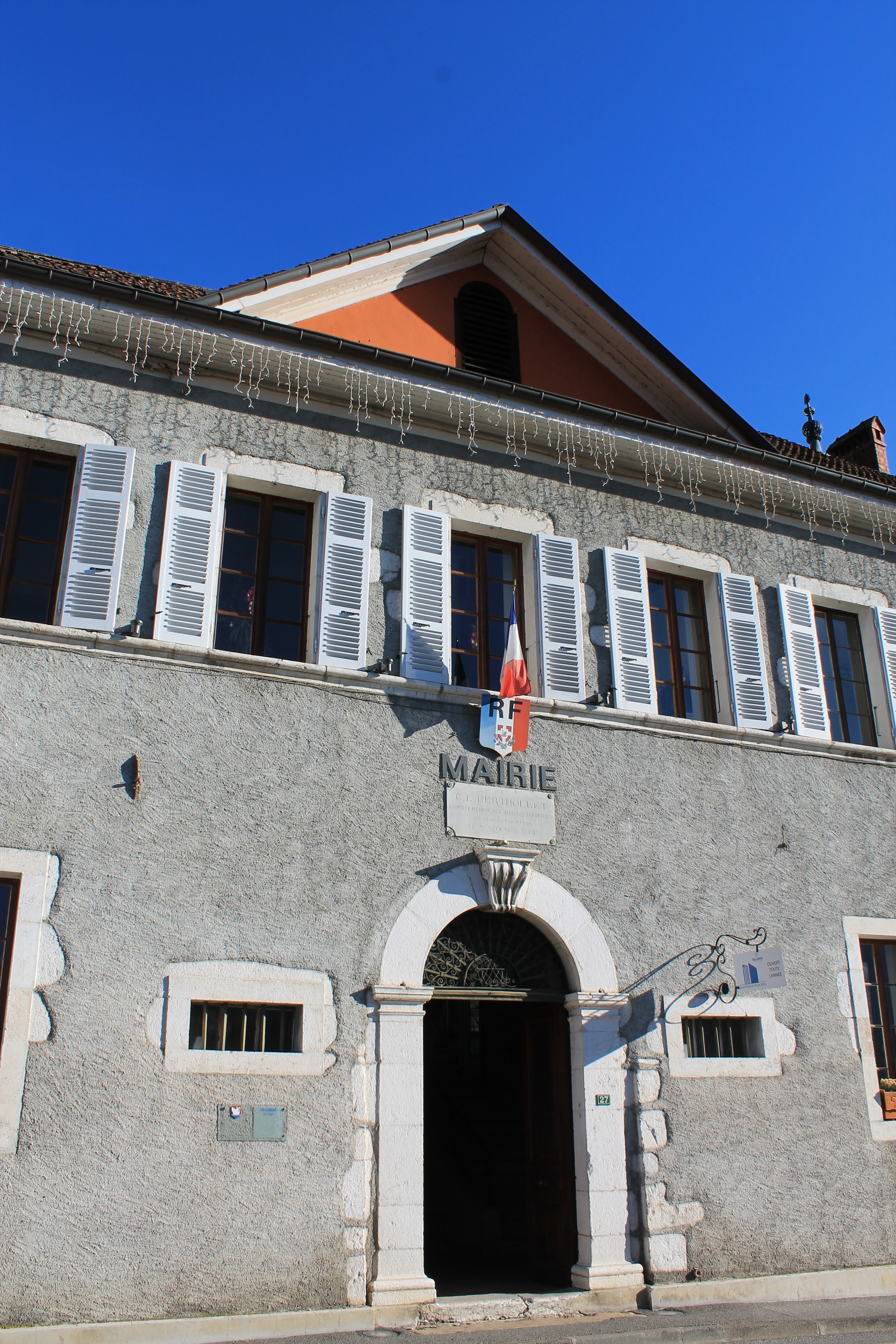
Mairie, maison natale de Claude Louis Berthollet.

#### Patrimoine civil
- Le pont médiéval des fées
- Inscriptions romaines
- Au 124 de la rue Theuriet, demeure ancienne, avec une porte Renaissance, et nommée l'Eparvi

#### Patrimoine religieux

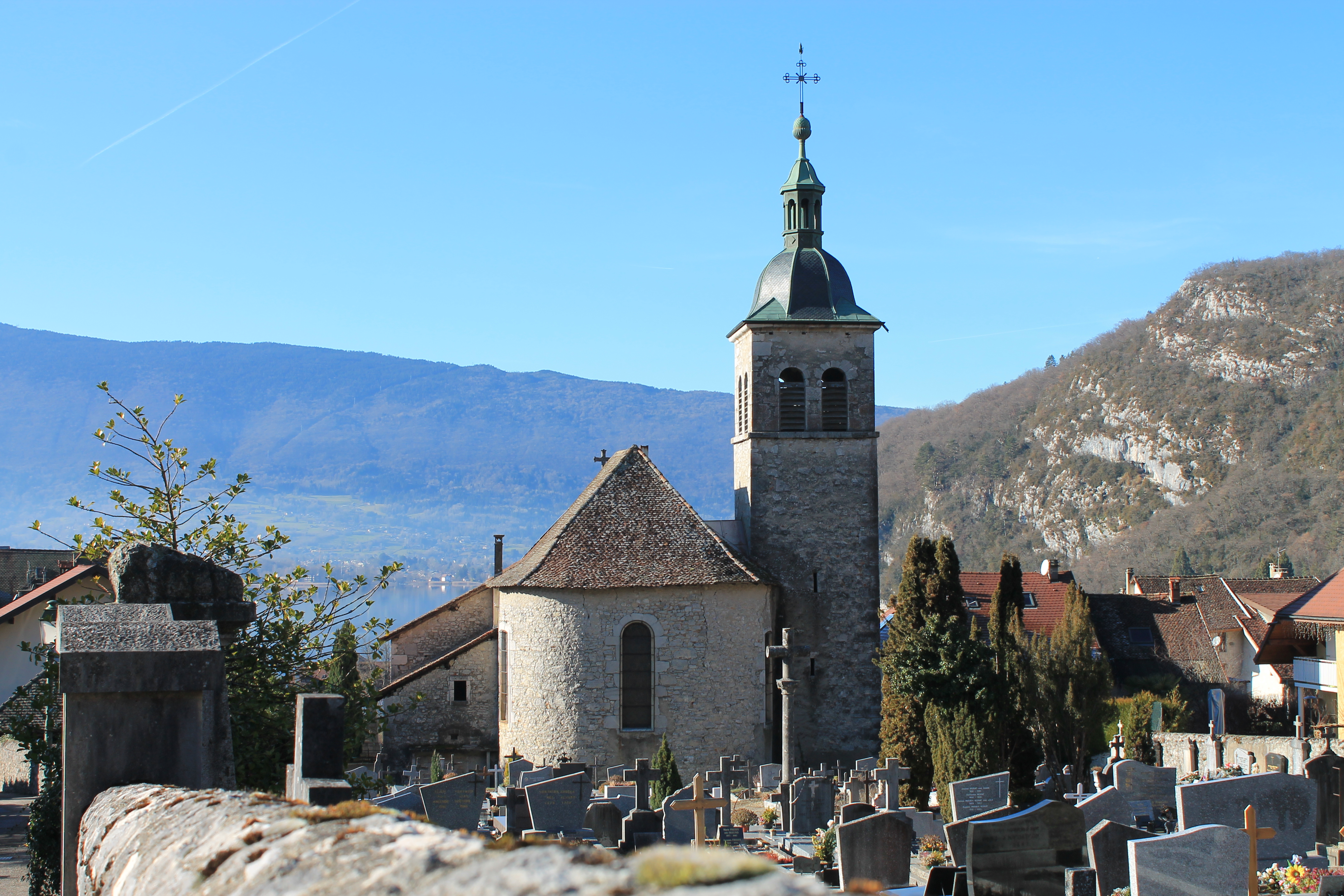
Église de Talloires et cimetière communal.
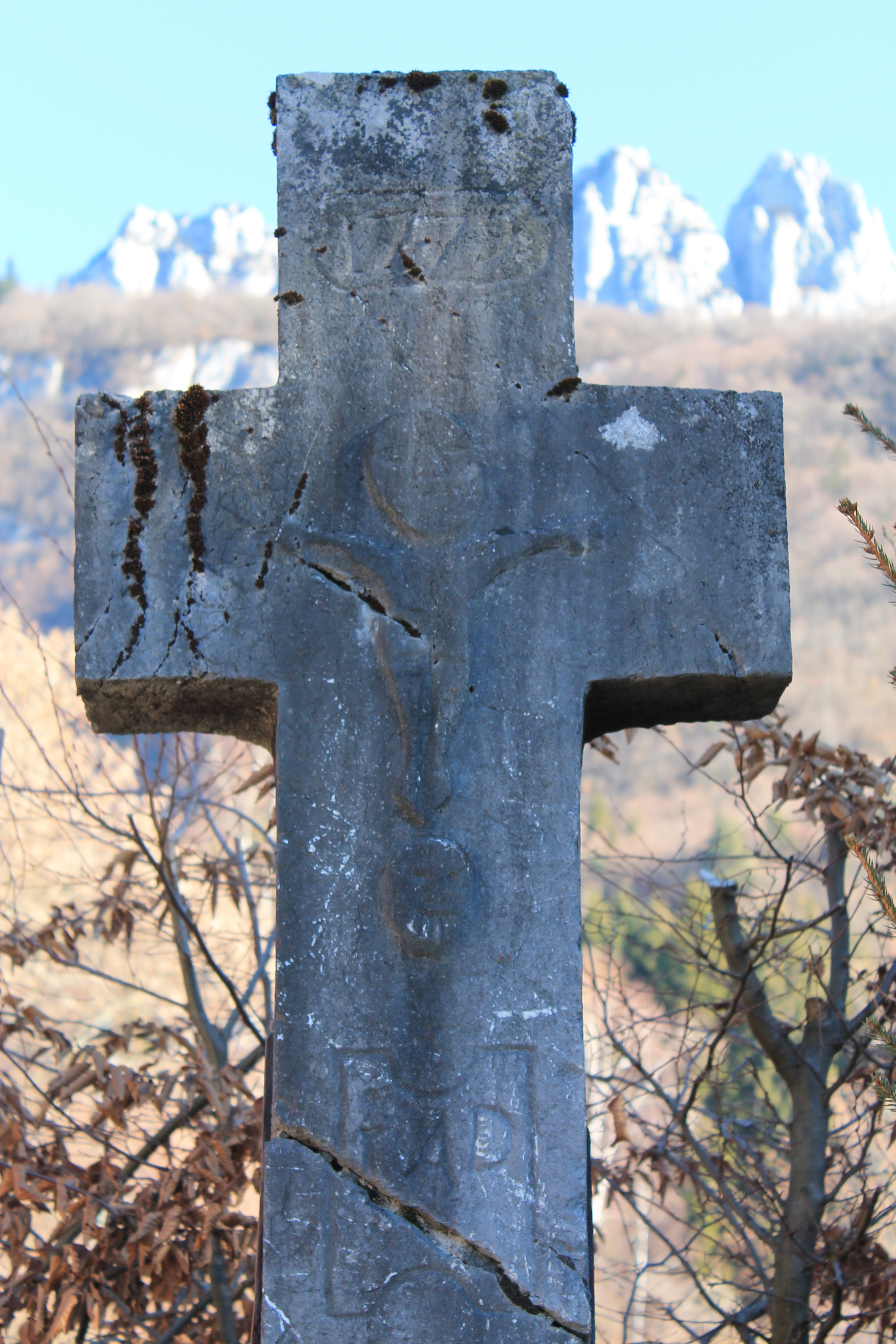
Croix de 1779, du hameau des Granges.
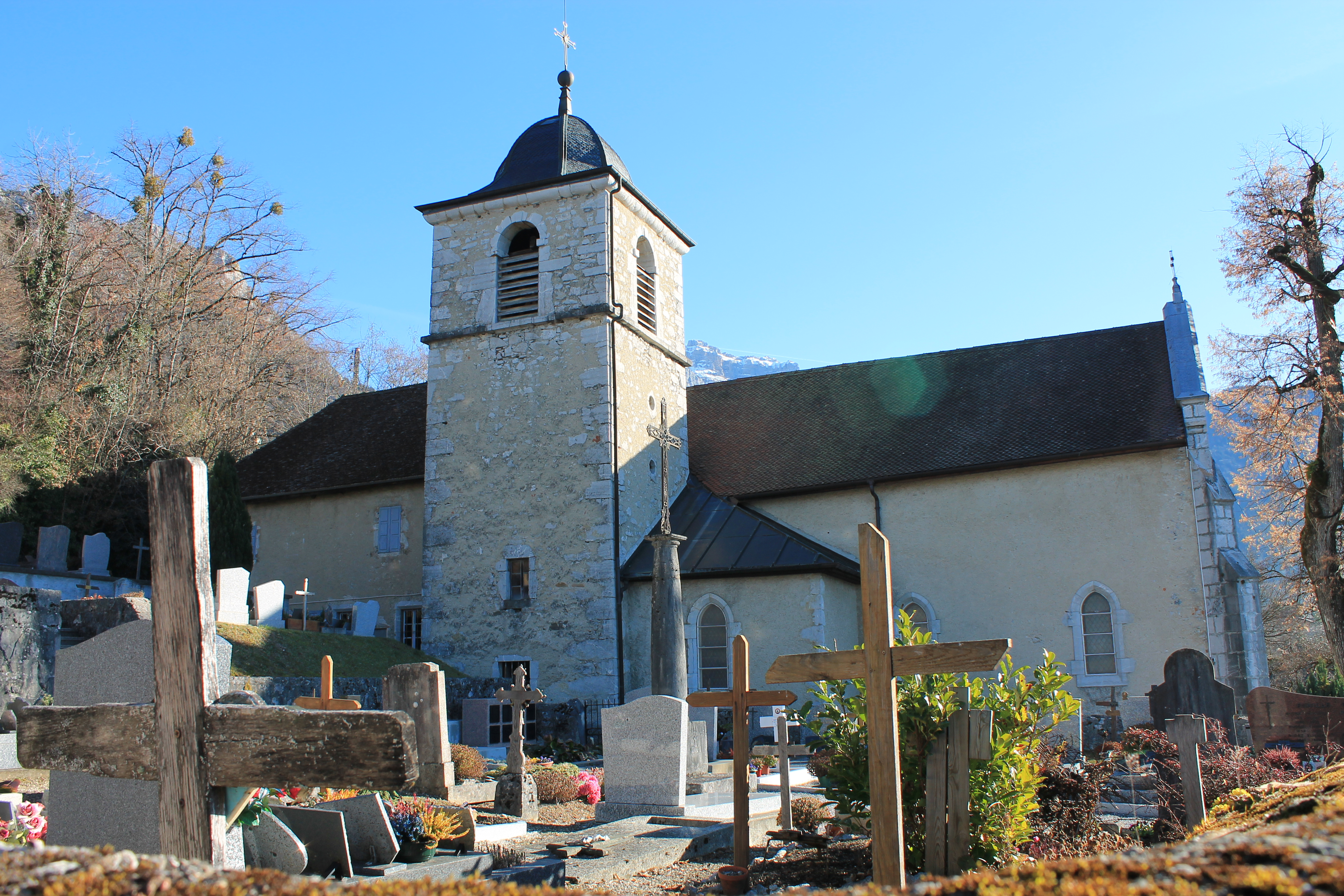
La chapelle Saint-Germain .
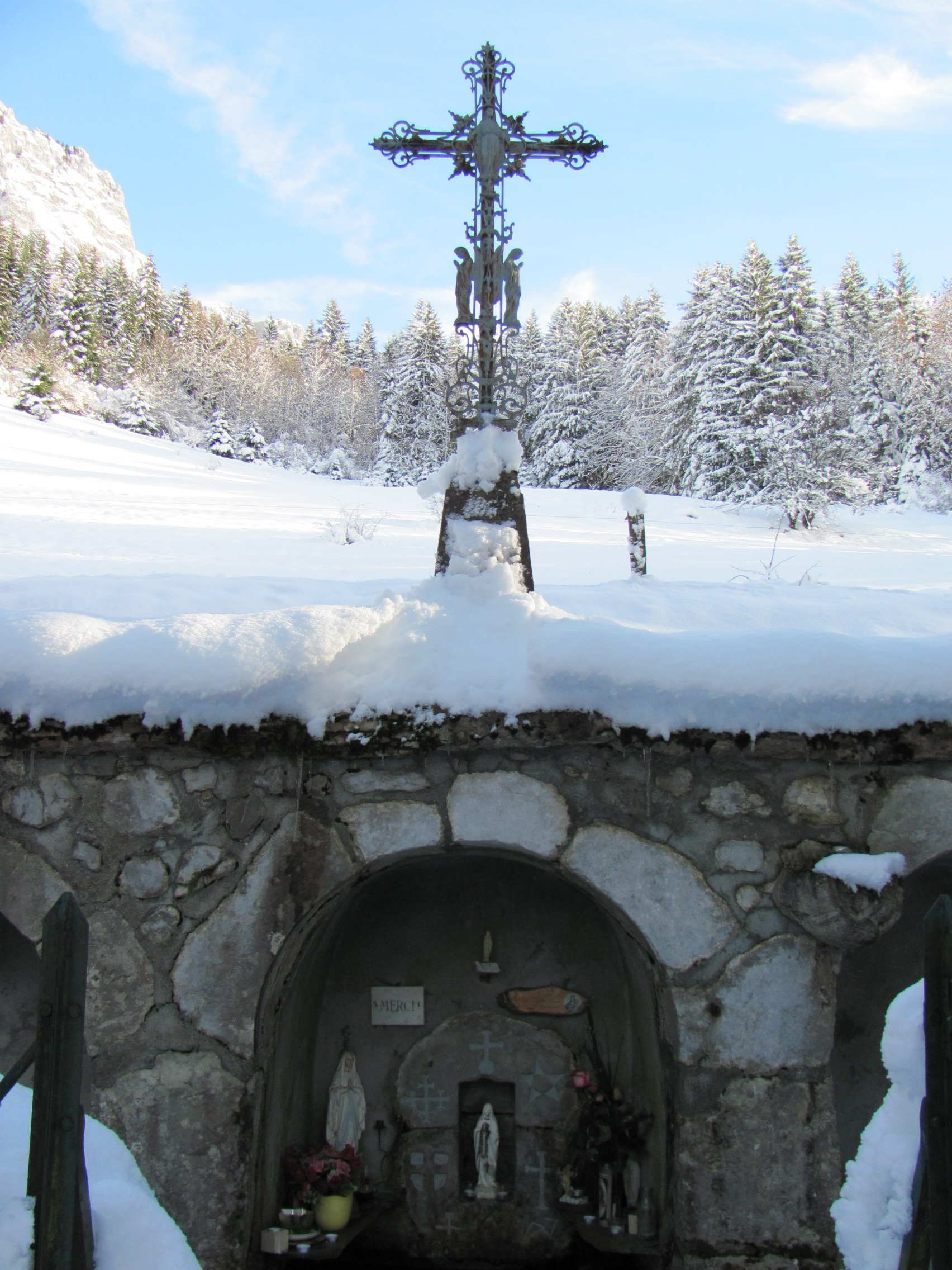
Oratoire de Notre Dame des Sept Fontaines (Plan Montmin).

- L'abbaye de Talloires, inscrite au titre des Monuments historiques par arrêté du 24 janvier 1944[25]
- Ermitage ou chapelle Saint-Germain et le « Saut du Moine ». Germain de Montfort, bénédictin, premier prieur de l'abbaye de Talloires, précepteur de Bernard de Menthon, meurt ermite dans une grotte à proximité en 1060. Pèlerinage depuis le XIe siècle[26].
- L'église de Talloires, dédiée à saint Maurice, du XVIIIe siècle contient des sculptures sur bois polychromes, des cloches, un plat à aumône et un calice de grand intérêt[27].
- Église néo-classique sarde de Montmin, dédiée à saint Maurice, réalisée par l'architecte annécien Louis Ruphy, entre 1846 et 1848[28]. L'église possède des stalles en bois datant de la fin du XVe siècle, protégées depuis 1969[29].
- Petit patrimoine : nombreux oratoires, chapelles, croix, dont :
  - L'oratoire de Thoron, inscrit au titre des Monuments historiques par arrêté du 24 janvier 1944[30]
  - Sanctuaire dédié à Marie du XVIIe siècle (en direction du hameau de Plan Montmin)[31] : Chapelle et oratoire de Notre Dame des Saintes-Sept-Fontaines.
  - Les Sept Fontaines. Il s'agit de sept fontaines contiguës creusées dans la roche et au-dessus desquelles se trouvent une grande croix et une statue de la Vierge[32],[33].

#### Patrimoine naturel
- Randonnées dans la réserve naturelle du Roc de Chère ou la Tournette, le sommet du Lac d'Annecy.
- Belvédère du col de la Forclaz, dominant le Lac d'Annecy, d'où décollent les parapentes et les deltaplanes
- La cascade d'Angon

### Personnalités liées à la commune
- Saint Germain de Talloires ou Germain de Montfort (XIe siècle), premier prieur de l'abbaye, précepteur de Bernard de Menthon
- Claude-Étienne Nouvellet (1545-1613), docteur de Sorbonne, prédicateur, poète et un des premiers membres de l’Académie florimontane[34]
- Claude Louis Berthollet (1748-1822), chimiste. Né à Talloires en 1748, il découvre entre autres la composition de l'ammoniaque, l'eau de Javel. On peut voir sa statue dans le square en face de la mairie, sa maison natale.
- Hippolyte Taine (1828-1893), philosophe et historien, achète en 1872 la propriété Boringes, pour y venir tous les étés travailler à son ouvrage Les Origines de la France. Il devient conseiller municipal et est enterré au Roc de Chère à Menthon-Saint-Bernard.
- André Theuriet (1833-1907), écrivain, lorrain d'origine, séjourne plusieurs étés à partir de 1866 au bord du lac. Plusieurs de ses romans se situent à Talloires ou dans les environs (Amour d'automne, Cœurs meurtris, Le Manuscrit du chanoine, Josette…)
- Gabriel Lippmann (1845-1921), physicien français, lauréat du prix Nobel de physique en 1908
- Albert Besnard (1849-1934), artiste peintre, fait construire sur le lac une villa, toujours connue sous le nom de « Villa Besnard » et décorée par ses fils d'une fresque visible du lac.
- André-Charles Coppier (1866-1948), peintre et graveur, fait construire sur le port une villa nommée « la Pergola » où il réside jusqu'à son décès.
- Suzanne Lansé (1898-2002), artiste peintre de Talloires.